# André-Gaston Prételat
André Prételat, né André-Gaston Pettelat le 14 novembre 1874 à Wassy (Haute-Marne) et mort le 6 décembre 1969 à Paris (Seine), est un général français,  grand-croix de la Légion d'honneur et médaillé militaire. 
Il commande le 2e groupe d'armées pendant la bataille de France en mai et juin 1940.

## Biographie
En 1896, André-Gaston Pettelat sort de l'école de Saint-Cyr (promotion « Alexandre III »). Il sert à Madagascar à partir de 1898, juste après la conquête de l'île.
Élève à l'École de guerre, il en sort premier de sa promotion en 1905. Il est attaché militaire à Tanger de 1910 à 1912.

### Première Guerre mondiale
Chef de l'état-major de la 70e division d'infanterie en 1915, il devient chef d'état-major du 33e corps d'armée en 1916, commandant du 159e régiment d'infanterie puis sous-chef d'état-major de la 4e armée (sous les ordres du général Gouraud) en 1917, pour finir la guerre comme chef d'état-major de la 4e armée en 1918.

### Entre-deux-guerres
- 1919, chef d'état-major de l'Armée d'Alsace.
- 12/10/1919 – 31/03/1923, chef d'état-major de l'armée du Levant.
- 31/03/1923 – 30/05/1923, affecté au centre d'études tactiques de l'artillerie.
- 30/05/1923 – 22/12/1927, affecté à l'état-major du général Gouraud (alors membre du Conseil supérieur de la guerre).
- 22/12/1927 – 03/02/1930, commandant de la 1re division d'infanterie (QG à Lille).
- 03/02/1930 – 21/05/1930, commandant de la 11e région militaire (QG à Nantes).
- 21/05/1930 – 05/09/1934, commandant de la région de Paris (comprenant les départements de la Seine, de Seine-et-Oise et de Seine-et-Marne)[2].

Membre du Conseil supérieur de la guerre à partir du 5 septembre 1934 (jusqu'à sa dissolution le 2 septembre 1939) mais sans commandement effectif, il participe aux exercices sur carte du Conseil supérieur de la guerre en 1936-1937 portant sur un scénario d'offensive allemande en Belgique, avec une double percée sur Maubeuge et Sedan (finalement colmatée par les forces françaises).
Chef désigné du « groupe d'armées de l'Est » en cas de mobilisation générale, il dirige en juin 1938 un exercice de cadres (impliquant uniquement des officiers d'état-major) imaginant une attaque brusquée (en pleine période de mobilisation) allemande à travers les Ardennes, avec un fort soutien aérien : lors de l'exercice, les forces adverses traversent le massif forestier en soixante heures et attaquent dans la foulée (c'est-à-dire sans préparation d'artillerie) le secteur fortifié de Montmédy (qui est la portion de la ligne Maginot confiée à la 2e armée, le long de la Meuse et de la Chiers). Les généraux Georges et Gamelin trouvèrent l'exercice excessif.

### Seconde Guerre mondiale
Du 2 septembre 1939 au 1er juillet 1940, le général Prételat était le commandant du 2e groupe d'armées (GA2), qui comprit la 3e armée (général Condé), la 4e armée (général Édouard Réquin) et la 5e armée (général Bourret), déployées le long de la ligne Maginot en Alsace-Lorraine (de Petit-Xivry près de Longuyon à Diebolsheim près de Sélestat). C'étaient ses troupes qui menèrent du 9 au 14 septembre 1939 l'offensive de la Sarre. En octobre 1939, le général Prételat entra en conflit avec le général Pennès, qui commandait la ZOAE (« zone d'opérations aériennes Est », une subdivision de l'Armée de l'air), ce qui conduisit à la réaffectation de ce dernier. Le 14 novembre 1939, Prételat fut placé dans la section de réserve (il a atteint la limite d'âge de 65 ans).
Le 10 mai 1940, la Wehrmacht commençait l'invasion du Benelux et de la France. En mai 1940, son groupe d'armées était dans un premier temps épargné par les combats, qui se concentraient en Belgique et dans le Nord de la France, secteurs affectés au groupe d'armées n° 1 (GA1) du général Billotte. Le 17 mai, la 2e armée (général Huntziger), qui se battait à hauteur de Stonne mais fut séparée du GA1 par la percée de Sedan, fut rattachée au GA2. Le GA2 devint une réserve d'où le grand quartier-général puisa progressivement des divisions pour reconstituer un front (surnommé « ligne Weygand ») sur la gauche de Prételat le long de la Somme et de l'Aisne où était déployé le GA3. Le redéploiement du GA3 eut aussi comme conséquence le rattachement au GA2 à partir du 20 mai de la 8e armée (général Laure), déployée de Sundhouse (dans le sud du Bas-Rhin) jusqu'à Mouthe (dans le Doubs). 
Le 28 mai, la 4e armée fut retirée du front et du GA2.
Le 2 juin, Prételat rencontra le nouveau général en chef français, le général Weygand (qui remplaça Gamelin depuis le 19 mai), et envisageait l'abandon de la ligne Maginot ainsi qu'une retraite du GA2 vers le sud. Le 3 juin, Weygand créa le GA4, qu'il confia au général Huntziger, comprenant la 2e armée (sous les ordres du général Freydenberg) qui fut retirée du GA2 de Prételat. Le front sur la Somme était attaqué par les Allemands le 5 juin, puis celui sur l'Aisne le 9 : les GA3 et GA4 battaient en retraite à partir du 10 juin. Le 12 après-midi, Prételat reçut l'ordre de décrocher à son tour vers une ligne Loire – Doubs : le repli commença le 13 au soir, la plupart des équipages des ouvrages fortifiés furent laissés derrière. Mais les troupes françaises du GA2 (quatre armées, soit onze corps d'armée) furent rapidement encerclées par les forces allemandes motorisées (qui s'emparèrent de Pontarlier dès le 17 juin) : après des combats entre la Meuse et les Vosges, les différentes unités se rendirent entre le 21 et le 25 juin (date d'application de l'armistice du 22 juin 1940). Prételat évita la captivité en sortant de la nasse avant l'encerclement total.
Sous le régime de Vichy, il exerçait du 10 septembre 1940 à janvier 1942 la fonction de président de la Commission d'examen des cas de déchéance de la nationalité française.

### Après-guerre

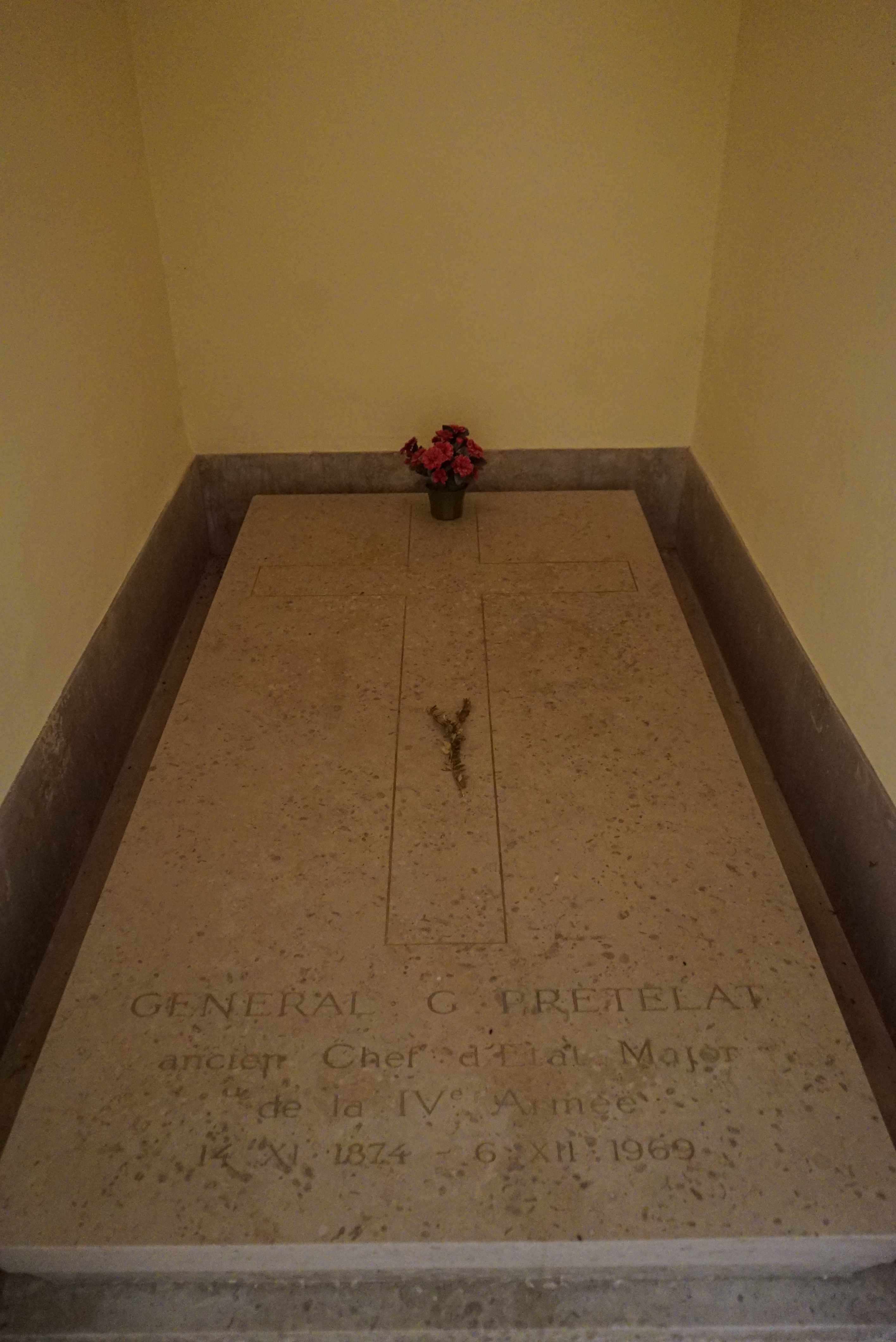
La tombe du général.

En 1950, il fait publier son livre Le destin tragique de la ligne Maginot.
Il est enterré à sa demande au monument de Navarin, auprès de la tombe du général Gouraud.

## Grades
- 21/03/1922, général de brigade.
- 28/02/1928, général de division.
- 03/02/1930, rang de commandant de corps d'armée et appellation de général de corps d'armée.
- 05/09/1934, rang de commandant d'armée et appellation de général d'armée[2].

## Décorations
- Médaille militaire (28/06/1940).
- Légion d'honneur : chevalier (30/12/1901), officier (15/05/1915), commandeur (16/06/1920), grand officier (24/12/1930) puis grand-croix (18/01/1939).
- Croix de guerre 1914–1918
- Médaille interalliée de la Victoire.
- Médaille commémorative de la guerre 1914-1918.
- Médaille commémorative du Maroc avec agrafes « Oudjda » et « Maroc ».
- Médaille commémorative de Syrie-Cilicie (22/11/1922).
- Médaille coloniale avec agrafe « Madagascar ».

Décorations étrangères importantes :
- Italie : grand-croix de l'Ordre de la Couronne.
- Maroc : grand officier de l'ordre du Ouissam alaouite chérifien
- Tunisie :  Officier du Nichan Iftikhar[2].